# Mesoidelia gorochovi

Mesoidelia gorochovi  (лат.) — ископаемый вид насекомых из семейства Mesorthopteridae (отряд Grylloblattida). Пермский период (Мутовино, ярус Poldarsa, вучапинский ярус, возраст находки 254—259 млн лет), Россия, Вологодская область. (60.6° N, 45.6° E).

## Описание
Длина переднего крыла — 16,0 мм.  Сестринские таксоны: Mesoidelia riphaea, M. faceta, M. semota, M. procera, M. ignorata. Вид был впервые описан в 2013 году российским палеоэнтомологом Д. С. Аристовым (Палеонтологический институт РАН, Москва) по ископаемым отпечаткам. Вид был назван в честь энтомолога Андрея Васильевича Горохова (Зоологический институт РАН), доктора биологических наук, крупного специалиста по современным и ископаемым прямокрылообразным насекомым.